# Buddy Greco
Pour les articles homonymes, voir Greco.
Armando Greco, dit Buddy Greco, né le 14 août 1926 à Philadelphie (Pennsylvanie) et mort le 10 janvier 2017 à Las Vegas (Nevada), est un chanteur et pianiste américain, de jazz et de pop.

## Biographie
Né à Philadelphie en 1926, Buddy Greco découvre le piano avec sa mère dès l'âge de quatre ans. Il commence très tôt à chanter et se produit à la radio, avant de se produire dans les clubs de la ville à partir de son adolescence. À l'âge de seize ans, il est engagé par Benny Goodman et participe à une tournée mondiale. Il demeure quatre ans dans son orchestre, où il chante, joue du piano et écrit des arrangements.